# 증기선

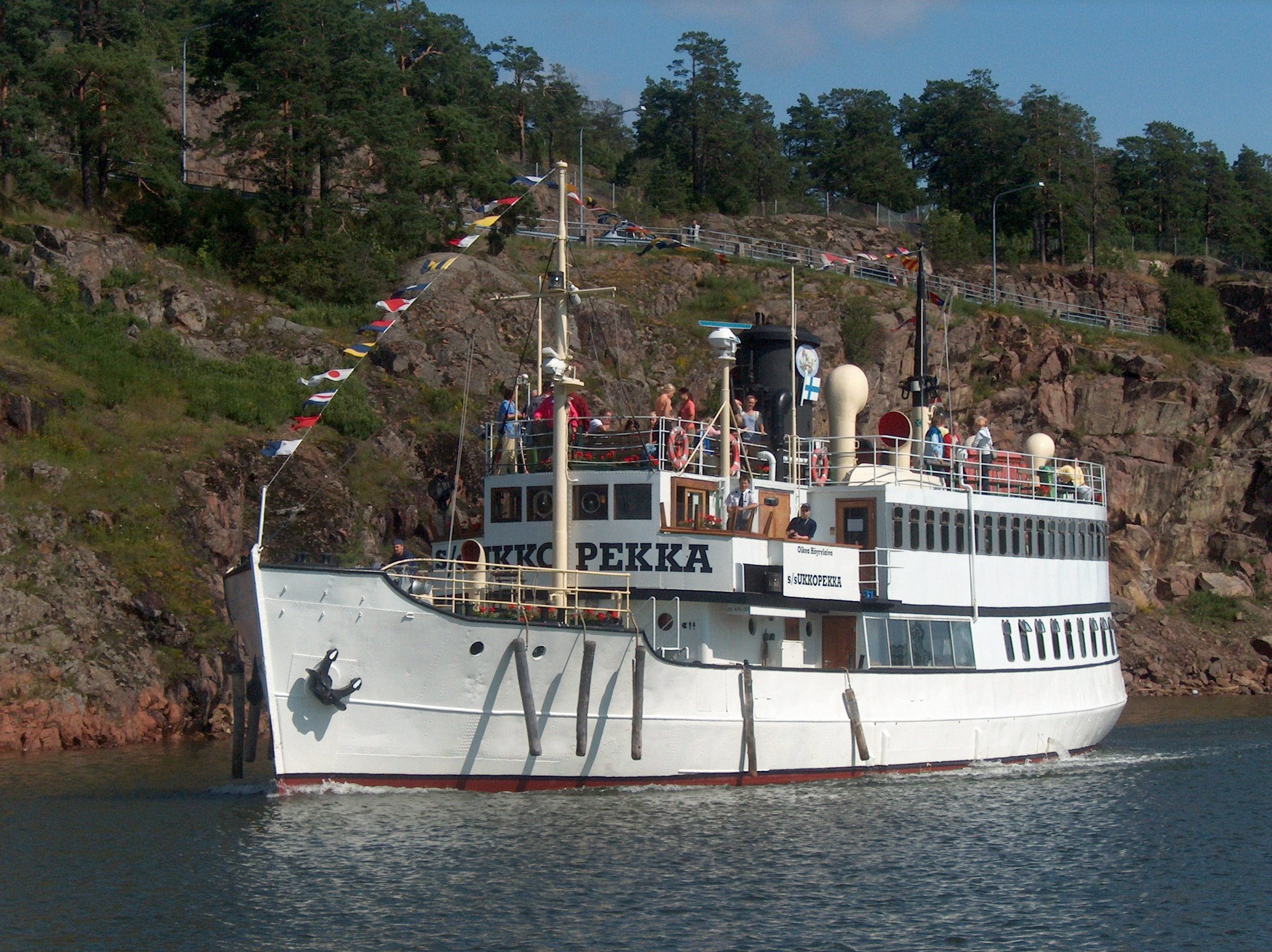
핀란드의 증기선 SS Ukkopekka

증기선(蒸氣船)은 증기기관을 이용하여 증기력을 통해 앞으로 나아가는 배를 말한다. 선박명 앞에 선박 접두어 "SS"를 붙인다. 1807년에 로버트 풀턴이 최초로 증기선을 만들었다고 전해진다.

## 배경 및 개발사
18세기의 후반에는 목조 조선 기술은 진보하여 갔고, 길이 수십 미터의 대형 범선이 움직이고 있었다. 증기 기관이 발명되자 그것을 동력으로 이용하려는 생각은 자연스러운 일이었다. 기차와 달라서 대형 증기 기관을 장치하는 일도 어려운 일이 아니었다.
다만, 선박의 추진 수단이 문제였다. 이전의 배는 돛이라든가 노(櫓)로 움직여 왔으나, 증기 기관으로 노를 젓는 것은 기계적으로 어려웠다. 추진 수단으로서 물갈퀴차, 프로펠러, 나사(스크루) 등은 이미 있었고, 또한 물을 후미에서 뿜어내는 제트 방식도 생각되었으나, 어느 것이 증기선에 적합한지는 분명치 않았다.
미국의 존 피치는 1785년, 트랙터의 캐터필러 꼴의 부판(浮板)이 있는 증기선을 만들었다. 그는 또 노를 움직이는 증기선도 만들었다. 그러나, 결과는 만족스럽지 못하였다. 결국 물갈퀴차, 스크루, 제트의 세 가지 방식의 증기선이 실험적으로 성공하였다. 그러나, 그것들도 속도가 느리고, 선박 안에는 증기 기관과 연료로 꽉 찼었다. 게다가, 유럽에서는 강가의 농민이나 뱃사공들의 반대도 강렬하였기 때문에 실용화하는 데 매우 곤란하였다.
풀턴은 1807년 물갈퀴차가 붙은 클러몬트호(길이 43m, 150t)를 만들어 사람들을 모아 놓고 화려한 공개 실험을 하였고, 그 인기로 기선을 실용화시킬 수가 있었다. 그러나 당시는 아직도 증기선에도 돛을 달고 있었으며, 증기의 힘만으로 대양을 건너는 배가 생긴 것은 그 후 30년 뒤의 일이었다.

## 같이 보기
- 로버트 풀턴
- 증기 기관
- 증기 기관차